# Богомоловы (Котельничский район)
Богомоловы — деревня в Котельничском районе Кировской области в составе Котельничского сельского поселения.

## География
Располагается у северо-западной окраины райцентра города Котельнич.

## История
Известна с 1764 года как деревня Богомоловская, учтены 37 жителей. В 1873 году здесь было отмечено дворов 5 и жителей 39, в 1905 9 и 73, в 1926 (Богомоловы или Косолаповы, Веснины и Мельничане ) 28 и 156, в 1989 проживало 49 человек. Настоящее название утвердилось с 1939 года.

## Население
Постоянное население  составляло 33 человека (русские 100%) в 2002 году, 23 в 2010.